# Santalezi
 Santalezi  (olaszul: Santalesi) falu Horvátországban, Isztria megyében. Közigazgatásilag Sveta Nedeljához tartozik.

## Fekvése
Az Isztriai-félsziget keleti felén, Labintól 5 km-re északnyugatra, községközpontjától 1 km-re nyugatra fekszik.

## Története
A 18. század végén az Isztriával együtt francia megszállás alá került, majd az I. világháború végéig a Habsburg birodalom része volt. A településnek 1857-ben 379, 1910-ben 407 lakosa volt. Lakói mezőgazdasággal foglalkoztak. Az első világháború után Olaszország része lett, majd a második világháborút követően Jugoszláviához csatolták. Jugoszlávia felbomlása után 1991-ben a független Horvátország része lett. 1993-ban a Labini járásból Kršan, Raša és Pićan mellett újra megalakult Sveta Nedelja község, melynek Santalezi is része lett. A falunak 2011-ben 170 lakosa volt.

## Lakosság
| Lakosság változása | Lakosság változása | Lakosság változása | Lakosság változása | Lakosság változása | Lakosság változása | Lakosság változása | Lakosság változása | Lakosság változása | Lakosság változása | Lakosság változása | Lakosság változása | Lakosság változása | Lakosság változása | Lakosság változása | Lakosság változása |
| ------------------ | ------------------ | ------------------ | ------------------ | ------------------ | ------------------ | ------------------ | ------------------ | ------------------ | ------------------ | ------------------ | ------------------ | ------------------ | ------------------ | ------------------ | ------------------ |
| 1857               | 1869               | 1880               | 1890               | 1900               | 1910               | 1921               | 1931               | 1948               | 1953               | 1961               | 1971               | 1981               | 1991               | 2001               | 2011               |
| 379                | 367                | 258                | 302                | 342                | 407                | 869                | 1263               | 388                | 276                | 266                | 201                | 187                | 153                | 155                | 170                |